# Alaverdi
Alaverdi (tiếng Armenia: Ալավերդի) là một thành phố thuộc tỉnh Lori, Armenia. Dân số ước tính năm 2011 là 16509 người.

## Khí hậu
Alaverdi có khí hậu bán khô hạn (phân loại khí hậu Köppen BSk).
| Dữ liệu khí hậu của Alaverdi            | Dữ liệu khí hậu của Alaverdi | Dữ liệu khí hậu của Alaverdi | Dữ liệu khí hậu của Alaverdi | Dữ liệu khí hậu của Alaverdi | Dữ liệu khí hậu của Alaverdi | Dữ liệu khí hậu của Alaverdi | Dữ liệu khí hậu của Alaverdi | Dữ liệu khí hậu của Alaverdi | Dữ liệu khí hậu của Alaverdi | Dữ liệu khí hậu của Alaverdi | Dữ liệu khí hậu của Alaverdi | Dữ liệu khí hậu của Alaverdi | Dữ liệu khí hậu của Alaverdi |
| Tháng                                   | 1                            | 2                            | 3                            | 4                            | 5                            | 6                            | 7                            | 8                            | 9                            | 10                           | 11                           | 12                           | Năm                          |
| --------------------------------------- | ---------------------------- | ---------------------------- | ---------------------------- | ---------------------------- | ---------------------------- | ---------------------------- | ---------------------------- | ---------------------------- | ---------------------------- | ---------------------------- | ---------------------------- | ---------------------------- | ---------------------------- |
| Trung bình ngày tối đa °C (°F)          | 0.6 (33.1)                   | 2 (36)                       | 5.8 (42.4)                   | 10.5 (50.9)                  | 15 (59)                      | 19.2 (66.6)                  | 22.1 (71.8)                  | 22.8 (73.0)                  | 18.2 (64.8)                  | 13.1 (55.6)                  | 7.1 (44.8)                   | 2.6 (36.7)                   | 11.6 (52.9)                  |
| Trung bình ngày °C (°F)                 | −7.4 (18.7)                  | −5.5 (22.1)                  | −1 (30)                      | 6 (43)                       | 11.1 (52.0)                  | 14.3 (57.7)                  | 17.6 (63.7)                  | 17.7 (63.9)                  | 13.6 (56.5)                  | 7.9 (46.2)                   | 1.9 (35.4)                   | −3.9 (25.0)                  | 6.1 (43.0)                   |
| Tối thiểu trung bình ngày °C (°F)       | −11 (12)                     | −8.9 (16.0)                  | −4.9 (23.2)                  | 0.1 (32.2)                   | 5.3 (41.5)                   | 9.8 (49.6)                   | 13.2 (55.8)                  | 13.6 (56.5)                  | 9.5 (49.1)                   | 4.1 (39.4)                   | −3.1 (26.4)                  | −8.5 (16.7)                  | 1.6 (34.9)                   |
| Lượng Giáng thủy trung bình mm (inches) | 23 (0.9)                     | 27 (1.1)                     | 35 (1.4)                     | 67 (2.6)                     | 111 (4.4)                    | 104 (4.1)                    | 64 (2.5)                     | 49 (1.9)                     | 45 (1.8)                     | 41 (1.6)                     | 31 (1.2)                     | 22 (0.9)                     | 615 (24.2)                   |
| Số ngày giáng thủy trung bình           | 5                            | 6                            | 11                           | 15                           | 17                           | 13                           | 9                            | 8                            | 9                            | 9                            | 6                            | 5                            | 113                          |
| Nguồn: alaverdi.am, climate-data.org    |                              |                              |                              |                              |                              |                              |                              |                              |                              |                              |                              |                              |                              |

## Thành phố kết nghĩa
- Kobuleti, Gruzia, từ ngày 28 tháng 5 năm 2007.[2]
- Nikaia-Agios Ioannis Rentis, Hy Lạp, từ ngày 1 tháng 10 năm 2007.[3]
- Polotsk, Belarus, từ ngày 26 tháng 5 năm 2012.[4]
- Daugavpils, Latvia, từ ngày 2 tháng 10 năm 2012.[5]
- Gheorgheni, Romania, từ ngày 25 tháng 9 năm 2014.[6]